# Erieye
Erieye — радіолокаційна станція (РЛС), авіаційного комплексу радіолокаційного виявлення і наведення (англ. airborne early warning and control (AEW&C)), створена шведською компанією Ericsson Microwave Systems (після поглинання компанією Saab має назву Saab Surveillance). РЛС Erieye встановлюється на літаки Saab 340 AEW&C, Saab 2000, Embraer ERJ-145 та Bombardie Global 6000. Перебуває на озброєнні армій Бразилії, Греції, Мексики, Пакистану, Польщі, Саудівської Аравії, Швеції, Тайланду та Об'єднаних Арабських Еміратів. Назва Erieye є скороченням від Ericsson eye.
Порівняно з традиційними обертовими радарами кругового огляду, система Erieye має нерухому антену і створює менший аеродинамічний опір, проте має мертві зони позаду та попереду літака. Радар забезпечує сканування двох зон по 120 градусів з обох боків планера літака (двох зон по 160 градусів, для експортних версій), має інструментальну дальність 450 км (350 км у середовищі з сильними радіолокаційними перешкодами та цілями на низькій висоті). Радар має інтегровану систему розпізнавання «свій — чужий», а також режим виявлення морських цілей. Система Erieye повністю сумісна з системами керування ППО НАТО.

## Історія

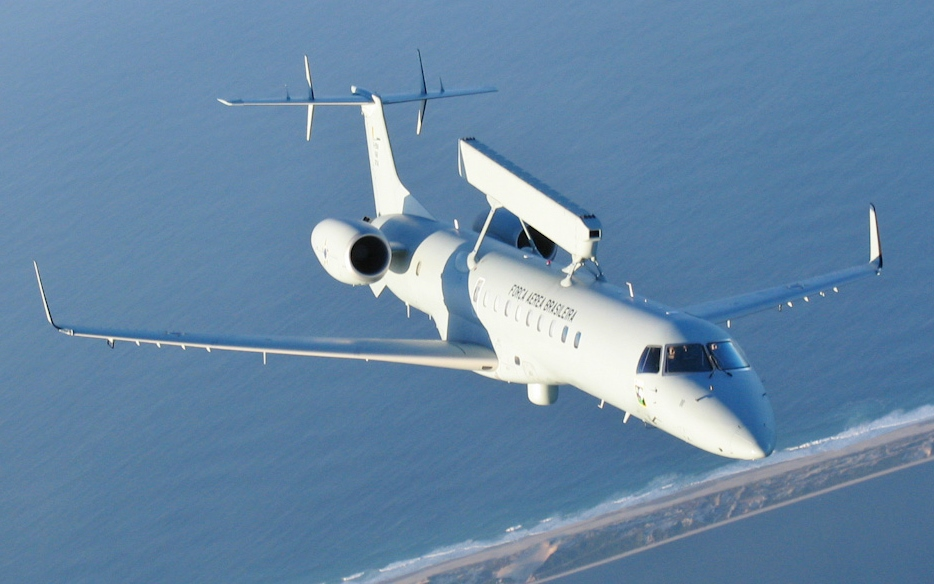
Embraer R-99 повітряних сил Бразилії в польоті

У 1985 році Шведське управління оборонних матеріалів уклало угоду з компанією Ericsson Microwave Systems на розробку системи, яку згодом буде названа РЛС «PS-890 Erieye AEW». Вже того ж року на двомоторному літаку Fairchild Swearingen Metroliner було випробувано макет двосторонньої фазованої антенної решітки, а в 1987 році на літак було встановлено повноцінну РЛС для льотних випробувань. Виробництво РЛС почалося 1993 року, після отримання замовлення на шість екземплярів радара для повітряних сил Швеції. Для установки перших радарів було використано шведські, турбогвинтові літаки Saab 340. Перші два серійні радари почали експлуатуватися у 1996 році. Всього під використання Erieye було переобладнано 12 літаків Saab 340.
У 2006 році, Пакистан уклав угоду з Saab, щодо замовлення РЛС Erieye на базі літака Saab 2000. Кошторис угоди склав 6,9 мільярда шведських крон. Згодом таку ж модифікацію Saab 2000 AEW&C закупила Саудівська Аравія. Таїланд також виявив зацікавленість в подібних літаках. У травні 2020 року компанія Saab отримала замовлення на Saab 2000 AEW&C, на суму 1,553 мільярда шведських крон від замовника назва якого тримається в таємниці. Постачання за цією угодою мали бути здійснені між 2020 і 2023 роками.
Окрім турбогвинтових літаків шведського виробництва РЛС Erieye також встановлювалась на значно більші і швидші турбовентиляторні літаки. Спочатку було використано платформу Embraer R-99 (військова версія середньомагістрального пасажирського літака Embraer ERJ-145) виробництва Бразилії, а згодом на базі Канадського Bombardie Global 6000, було реалізовано проєкт Saab GlobalEye, який є вершиною розвитку технологій Saab в галузі авіаційного радіолокаційного контролю і наведення.
Реагуючи на широкомасштабне вторгнення Росії в Україну, Польща почала посилювати свою протиповітряну оборону. В липні 2023 року, уряд Польщі уклав угоду з купівлі двох літаків Saab 340 AEW&C. Ці літаки не нові, раніше вони перебували на озброєнні Об'єднаних Арабських Еміратів, але 2020 року були повернені Швеції, у зв'язку з заміною на більш досконалий комплекс радіолокаційного виявлення і наведення на базі Saab GlobalEye. Придбавши ці літаки, Польща стала дев'ятим оператором РЛС Erieye у світі. За допомогою Saab 340 AEW&C, поляки зможуть регулярно патрулювати повітряний простір своєї країни, а також акваторію балтійського моря вихід до якого має Росія. Вони зможуть виявляти повітряні судна, крилаті ракети та надводні об'єкти у морі. Також знаходячись в повітряному просторі країн Балтії, вони зможуть забезпечити контроль повітряного простору далеко вглиб території Росії, чим суттєво посилять східний фланг НАТО.

### Корупційний скандал
Навесні 2014 року колишній співробітник Ericsson Microwave Systems, Лісс Улоф Нензелл дав свідчення, що він виконував доручення організувати механізм виплат торговим агентам. Надалі, торгові агенти, використовували ці кошти для хабарів. Корумповані виплати в розмірі 157 мільйонів шведських крон були здійснені грецьким чиновникам, що обіймали керівні посади у 2000—2001 роках. Це відбулося через два роки після замовлення Грецією систем Erieye. Керівник закупівель Міністерства оборони Греції зізнався, що отримував хабарі, зокрема, від Ericsson Microwave Systems. А міністр оборони Греції у 1996—2001 роках, Акіс Цохатзопулос, був засуджений до 20 років ув'язнення за відмивання грошей

### Україна
Україна на початку нульових років XXI століття, проводила перемовини з Saab Microwave Systems, щодо можливості адаптації РЛС Erieye, до одного з літаків КБ Антонов, це дозволило б створити новий перспективний літак ДРЛВ, який міг би захищати небо України й поставлятися на експорт. Спочатку у 2009 році, Україна пропонувала Ан-140 як носій для РЛС Erieye, проте Міністерство оборони України вийшло з цих перемовин, посилаючись на обмежені фінансові можливості. Згодом 2012 року відбулася друга спроба домовитись про використання Україною РЛС Erieye, проте вона також вийшла невдалою. Начальник департаменту Міноборони з розробок і закупівель озброєнь, Андрій Артющенко зробив наступну заяву: 
|  | Наше основне завдання - створення літака ДРЛВ. У нас є чудові платформи. Це і Ан-140, і Ан-148 і Ан-158. Але необхідно опрацювати питання номенклатури спеціальної апаратури і засобів, які будуть на ньому встановлені. І тут є перспективи для співпраці з Росією. |

Переговори з Росією по тематиці ДРЛВ навіть не починалися, а подальші контакти з Saab були заморожені.
За оцінкою експертів, для забезпечення надійного контролю повітряного простору, Україна потребує від двох до чотирьох сучасних літаків ДЛРВ. Для порівняння, Швеція зараз має на озброєнні два таких літаки, але за часів холодної війни їх було шість.

## Оператори

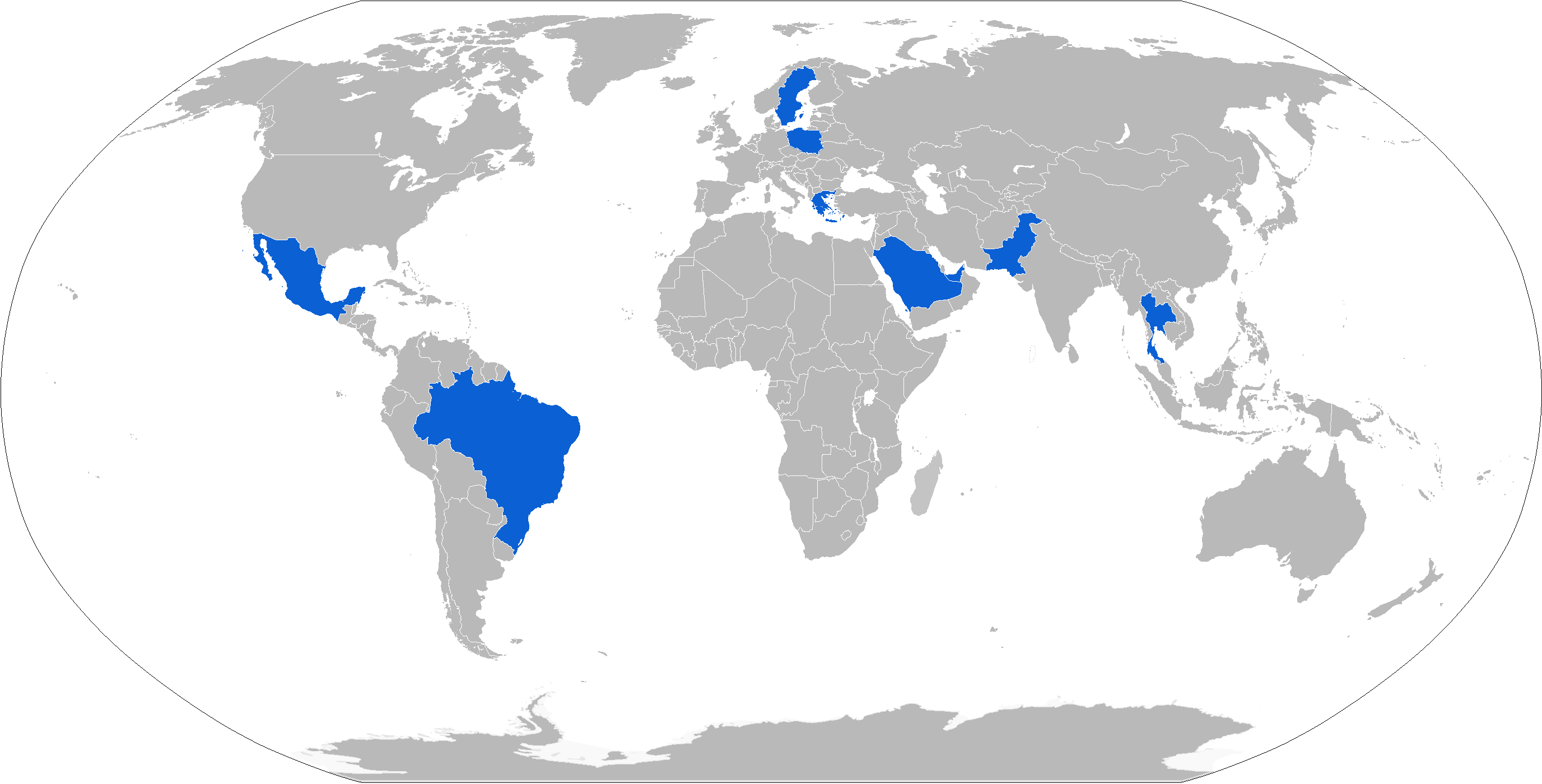
Країни що мають на озброєнні Erieye

- Бразилія — Embraer R-99
- Греція — Спочатку на базі Saab 340 AEW&C, згодом змінили літаки на Embraer R-99
- Мексика — Embraer R-99
- ОАЕ — Спочатку на базі Saab 340 AEW&C, згодом змінили літаки на Saab GlobalEye
- Пакистан — Saab E-2000 AEW&C
- Польща — Saab 340 AEW&C
- Саудівська Аравія — Saab E-2000 AEW&C
- Таїланд — Saab 340 AEW&C
- Швеція — Saab 340 AEW&C